# Pseudomelatoma sticta
Pseudomelatoma sticta är en snäckart som beskrevs av S. S. Berry 1956. Pseudomelatoma sticta ingår i släktet Pseudomelatoma och familjen Pseudomelatomidae. Inga underarter finns listade i Catalogue of Life.